# 桂城君
桂城君僖靖公李恂（：／?，1478年—1504年） ，朝鲜成宗李娎四子，母淑仪河氏。逝世，年二十七。没有孩子，以德丰君李恞次子桂林君李瑠为嗣子。

## 家庭
- 安城郡夫人元氏
- 桂林君李瑠 계림군 이유（1502-1545）德丰君李恞次子，母坡平縣夫人尹氏。逝世， 年四十二。出继为桂城君嗣子。
- 侧室乌川郡夫人郑守贞，郑惟沈（1493 -1570）的女儿。
  - 延阳君李諟 연양군 이시  桂林君李瑠长子
  - 金阳守李詗 금양수 이형  桂林君李瑠次子
  - 云阳守李诩 운양수 이후  桂林君李瑠三子
  - 正阳君李诲 정양군 이회 桂林君李瑠四子
  - 恩阳君李谅 은양군 이량 桂林君李瑠五子